# アニメ魂
アニメ魂（アニメだましい）は、かつて全国各局で放送されていたテレビアニメ（実写も一部含む）枠の名称。
末期は『アニメスピリッツ』として放送された。2003年7月 - 2008年10月の間、5年3か月に渡って展開された。

## 概要
後述する様に、ネット局は人口の多い三大都市圏（東名阪）の独立UHF放送局が中心の為に放送形態はいわゆるUHFアニメに分類されるが、その他にもキー局系列のローカル局やBSデジタル放送局など、当時としては視聴出来る地域・世帯が広いことが特徴だった。
2007年1月期の『ショートDEアニメ魂』の終了をもって、製作委員会からIMAGICAイメージワークスが撤退。同年4月期以降は角川書店が加わり、番組枠の名称も『アニメスピリッツ』に変更された。
正式な告知はされなかったが、2008年7月期の『ストライクウィッチーズ』の終了をもって『アニメスピリッツ』としての放送は終了した。

## 放映された作品
放映時期は最速放送局基準。
なお、『純情ロマンチカ』と『ストライクウィッチーズ』はこの番組枠の廃止後に続編が製作されている。
| 年度   | 放映時期    | 放送枠           | タイトル                                                                   |
| ------ | ----------- | ---------------- | -------------------------------------------------------------------------- |
| 2003年 | 7月 - 9月   | アニメ魂         | ダイバージェンス・イヴ                                                     |
| 2003年 | 10月 - 12月 | アニメ魂         | 神魂合体ゴーダンナー!!                                                     |
| 2004年 | 1月 - 3月   | アニメ魂         | みさきクロニクル 〜ダイバージェンス・イヴ〜                                |
| 2004年 | 4月 - 6月   | アニメ魂         | 神魂合体ゴーダンナー!! Second Season                                       |
| 2004年 | 7月 - 9月   | アニメ魂         | 月は東に日は西に 〜Operation Sanctuary〜 Wind -a breath of heart-          |
| 2004年 | 10月 - 12月 | アニメ魂         | To Heart 〜Remember my Memories〜                                          |
| 2005年 | 1月 - 3月   | アニメ魂         | まじかるカナン                                                             |
| 2005年 | 4月 - 6月   | アニメ魂         | こみっくパーティー Revolution                                              |
| 2005年 | 7月 - 9月   | アニメ魂         | あかほり外道アワーらぶげ （絶対正義ラブフェロモン / それゆけ! 外道乙女隊） |
| 2005年 | 10月 - 12月 | （無し）         | ToHeart2                                                                   |
| 2006年 | 1月 - 3月   | アニメ魂         | LEMON ANGEL PROJECT                                                        |
| 2006年 | 4月 - 6月   | アニメ魂         | 西の善き魔女 Astraea Testament                                             |
| 2006年 | 7月 - 9月   | アニメ魂 外伝    | 激闘!アイドル予備校                                                        |
| 2006年 | 10月 - 12月 | アニメ魂         | Gift 〜eternal rainbow〜                                                   |
| 2007年 | 1 - 3月     | アニメ魂         | ショートDEアニメ魂                                                         |
| 2007年 | 4月 - 9月   | アニメスピリッツ | 風のスティグマ（聖痕）                                                     |
| 2007年 | 10月 - 12月 | アニメスピリッツ | ご愁傷さま二ノ宮くん                                                       |
| 2008年 | 1月 - 3月   | アニメスピリッツ | H2O -FOOTPRINTS IN THE SAND-                                               |
| 2008年 | 4月 - 6月   | アニメスピリッツ | 純情ロマンチカ                                                             |
| 2008年 | 7月 - 9月   | アニメスピリッツ | ストライクウィッチーズ                                                     |

## 放送局
| 放送開始   | 放送終了   | 放送地域 | 放送局       | 放送系列                        |
| ---------- | ---------- | -------- | ------------ | ------------------------------- |
| 2003年7月  | 2006年12月 | 日本全域 | AT-X         | CSデジタル放送                  |
| 2003年7月  | 2008年4月  | 日本全域 | BS朝日       | BSデジタル放送 / テレビ朝日系列 |
| 2003年7月  | 2008年9月  | 東京都   | TOKYO MX     | 独立UHF局                       |
| 2003年7月  | 2008年9月  | 神奈川県 | tvk          | 独立UHF局                       |
| 2003年7月  | 2008年9月  | 京都府   | KBS京都      | 独立UHF局                       |
| 2003年7月  | 2008年9月  | 長野県   | 信越放送     | TBS系列                         |
| 2004年7月  | 2008年9月  | 奈良県   | 奈良テレビ   | 独立UHF局                       |
| 2004年7月  | 2008年9月  | 熊本県   | 熊本放送     | TBS系列                         |
| 2004年10月 | 2008年9月  | 群馬県   | 群馬テレビ   | 独立UHF局                       |
| 2007年1月  | 2008年9月  | 福井県   | 福井テレビ   | フジテレビ系列                  |
| 2007年4月  | 2008年6月  | 北海道   | テレビ北海道 | テレビ東京系列                  |
| 2007年4月  | 2008年9月  | 埼玉県   | テレ玉       | 独立UHF局                       |
| 2007年4月  | 2008年9月  | 千葉県   | チバテレビ   | 独立UHF局                       |
| 2007年4月  | 2008年9月  | 福岡県   | TVQ九州放送  | テレビ東京系列                  |
| 2008年4月  | 2008年9月  | 岐阜県   | 岐阜放送     | 独立UHF局                       |
| 2008年4月  | 2008年9月  | 三重県   | 三重テレビ   | 独立UHF局                       |
| 2008年5月  | 2008年10月 | 日本全域 | BS日テレ     | BSデジタル放送 / 日本テレビ系列 |
| 2008年7月  | 2008年10月 | 兵庫県   | サンテレビ   | 独立UHF局                       |

### 備考
- AT-X
  - 実写作品の『激闘!アイドル予備校』は放送せず。
- BS朝日
  - 末期には約1か月遅れとなり、2008年1月期の『H2O -FOOTPRINTS IN THE SAND-』の終了をもってネットから離脱。BS日テレにネット局が移った。
- TOKYO MX
  - 『西の善き魔女 Astraea Testament』までは、隣県のネット局であるtvkの放送から2週遅れとなっていた。『Gift 〜eternal rainbow〜』からは同一週内での放送となっている。
- tvk
  - 『月は東に日は西に 〜Operation Sanctuary〜』・『Wind -a breath of heart-』から『こみっくパーティー Revolution』までを中心に、改編期ごとに日時が変更されていた。
  - また『西の善き魔女 Astraea Testament』は土曜 28:25 - 28:55と、早朝に近い時間帯の放送となっていた。
- KBS京都
  - 『みさきクロニクル〜ダイバージェンス・イヴ〜』まではUHFアニメとしては珍しく土曜 8:00 - 8:30に放送を行い、『SeptemCharm まじかるカナン』までは本放送が終わるとすぐに別枠で再放送も行っていた（『月は東に日は西に 〜Operation Sanctuary〜』・『Wind -a breath of heart-』は除く。再放送については当該項目も参照）
  - 再放送においても『神魂合体ゴーダンナー!! Second Season』までは土曜 11:30 - 12:00に放送していた。また2008年4月期の『純情ロマンチカ』も同年10月から再放送した。
- 信越放送
  - 5大ネットワークに属する民放放送局の中では全期間を通して全ての作品が放送された唯一の放送局で、甲信越地区で唯一のレギュラーネット局である。
- 熊本放送
  - ネット開始当初から常に約1か月遅れとなっており、特別番組などの編成の影響で更に遅れが出る作品もあった。
  - TVQ九州放送がレギュラーネット局に加わるまでは、近畿地方よりも西日本唯一のレギュラーネット局であった。
- 群馬テレビ
  - 2004年7月期の『月は東に日は西に 〜Operation Sanctuary〜 』・『Wind -a breath of heart-』のみ、同年10月から別枠で放送していた。すなわち、この時期は『To Heart 〜Remember my Memories〜』と共に週2回『アニメ魂』の作品が放送されていたことになる。
- 福井テレビ
  - 『激闘!アイドル予備校』と『Gift 〜eternal rainbow〜』は約3か月遅れでネットしたが、『ショートDEアニメ魂』をネットしなかった為、次の『風のスティグマ』から他局と同時期の放送となった。
  - また北陸地区で唯一のネット局であった為、『純情ロマンチカ』以降は全ネット局で最速の放送となった。
- テレビ北海道
  - 最終作品の『ストライクウィッチーズ』はネットされなかった。地上波のレギュラーネット局では唯一、途中でネットを打ち切った局である。
- BS日テレ
  - 『純情ロマンチカ』と『ストライクウィッチーズ』のみネット。前述した通り、BS朝日からのネット局が移ったことになる。
- サンテレビ
  - 単発扱いで『ストライクウィッチーズ』のみネット。
- V☆パラダイス
  - 単発扱いで『激闘!アイドル予備校』のみ放送。
- チャンネルNECO
  - 単発扱いで『ToHeart2』のみ放送。

### ブロードバンド配信
GYAO!にて『To Heart 〜Remember my Memories〜』『こみっくパーティー Revolution』『あかほり外道アワーらぶげ』『ToHeart2』『LEMON ANGEL PROJECT』が配信された。

## オープニング アイキャッチ
| 放映時期               | 代数：説明 | 画面比 |
| ---------------------- | --- | ------ |
| 2003年7月 - 2004年9月  | 初代：黒バックをベースに世界地図を模した背景に「アニメ魂」の文字が突っ込む。                                                     | 16:9   |
| 2004年10月 - 2005年2月 | 2代目：びんちょうタンが登場。 | 4:3    |
| 2005年3月              | 初代 | 4:3    |
| 2005年4月 - 9月        | 3代目：「それゆけ!外道乙女隊」のSDキャラが登場。                                                                                 | 4:3    |
| 2005年10月 - 12月      | -- | --     |
| 2006年1月 - 3月        | 3代目 | 4:3    |
| 2006年4月 - 9月        | -- | --     |
| 2006年10月 - 12月      | 初代 | 4:3    |
| 2007年1月 - 3月        | アイキャッチなし：「ショートDEアニメ魂」とオープニングで表示。                                                                   | 4:3    |
| 2007年4月 - 2008年9月  | 4代目：「アニメスピリッツ」表記と、各作品のメインキャラがタイトルバックに登場（静止画仕様）。 毎話その静止画が異なる作品もあり。 | 16:9   |